# Guillermo Celis
Guillermo León Celis Montiel (ur. 8 maja 1993 w Sincelejo) – kolumbijski piłkarz występujący na pozycji pomocnika w portugalskim klubie SL Benfica oraz w reprezentacji Kolumbii. Wychowanek Barranquilli, w swojej karierze grał także w Atlético Junior. Znalazł się w kadrze na Copa América 2016.